# Vilayet dell'Hegiaz
Il vilayet dell'Hegiaz (in turco: Vilâyet-i Hijaz ), fu un vilayet dell'Impero ottomano, nell'area dell'attuale Hegiaz.
Malgrado la mancanza di risorse naturali, la regione divenne particolarmente importante nell'Impero ottomano per essere la culla dell'Islam così da assumere un particolare significato religioso per tutto l'impero perché fonte di legittimazione del governo ottomano stesso. Le tribù beduine che dominavano la regione non riuscirono ad essere sopraffatte dal governo turco che resse le sorti dello Stato per lo più in maniera indiretta, nominando governatori solo a Medina e a Gedda e permettendo invece la nomina di governatori locali altrove. Il commercio costituiva anche un'importante fonte di entrate per la regione.

## Storia
La regione dell'Hegiaz si trovò formalmente sotto il governo del sultanato mamelucco del Cairo sino alla sua sconfitta ad opera dell'Impero ottomano nel 1517. Dopo la sua annessione all'Impero turco-ottomano, l'area venne amministrata dallo Sharīf della Mecca, che rappresentava l'autorità imperiale per l'area.
All'inizio del XIX secolo i musulmani wahhabiti, una setta puritana della regione araba del Najd, iniziò a razziare le Città Sante di Mecca e Medina e le oasi dell'Hegiaz. Il governo ottomano non fu in grado di confrontarsi con gli wahhabiti e incaricò di tale compito il potente Muhammad Ali, Pascià d'Egitto. La guerra che ne seguì terminò solo nel settembre del 1818 con la sconfitta e la dissoluzione di quello che era divenuto noto come Primo Stato Saudita. Dal 1818 al 1845 la regione venne amministrata direttamente dall'Egitto, sino a quando Muhammad Ali non fu obbligato a restaurare l'Hegiaz indipendente, come risultato della seconda guerra turco-egiziana.
Gli Ottomani completarono la ferrovia dell'Hegiaz che collegava Damasco a Medina nel 1908 ma la nuova linea di collegamento fu fortemente danneggiata durante la prima guerra mondiale e poi abbandonata. Nel 1916, come risultato della corrispondenza Husayn-McMahon, lo Sharīf al-Husayn ibn Ali si dichiarò re del Ḥijāz.

## Geografia antropica

### Suddivisioni amministrative
I sanjak del vilayet dell'Hegiaz nel XIX secolo:
1. sanjak di Mekke-i-Mükerreme
2. sanjak di Medine-i-Münevvere
3. sanjak di Cidde (Gedda)